# マーラ
仏教におけるマーラ（Māra）は、釈迦が悟りを開く禅定に入った時に、瞑想を妨げるために現れたとされる悪魔。求道を妨げる一切の障りをさす。愛の神カーマと結び付けられ、カーマの別名またはカーママーラとして一体で概念されることがある。
煩悩の化身であるマーラにとって、釈迦が悟りを開くことは自身の破滅につながる。仏典の記載では、マーラは手始めに釈迦のもとに美しく技に長けた娘たち3人を送り込むが、釈迦は数々の誘惑に屈せず、続いてマーラは恐ろしい形相の怪物たちに釈迦を襲わせるが、なぜか釈迦に近づくことはできなかった。岩石やありとあらゆる武器を降らせ、周囲を暗闇に覆っても釈迦は動じず、最後はマーラが巨大な円盤を振りかざして向かっていくが、円盤は花輪となった。こうしてマーラは敗北を認め、釈迦は悟りを開いた。
仏教では、このマーラの誘惑に打ち勝ち、マーラを退治することを降魔という。釈迦とマーラとの戦いは、多くの仏教絵画や仏教美術のモチーフとなっている。

## 語源
魔王マーラ・パーピーヤス（Māra Pāpīyās、天魔波旬、魔羅、天魔、悪魔などの漢訳がある）のうち、マーラの語義は「殺すもの」であるとも「死」の人称形とも言われる。パーピーヤスは「より以上悪いもの」の意であるが、仏伝には天（deva、神）であるとの記述があり、天魔と呼ばれるのはここに由来する。そのため、インドにおける肌の黒い被支配者が崇拝した神々を起源とする説もある。
摩と書かれていたのを梁の武帝蕭衍が、魔に改めたとされる。
マーラと外教徒をあわせて悪魔外道と呼ぶ。
日本においては、マーラが釈迦の修行の邪魔をした故事から、修行僧たちが煩悩の象徴として男根を“魔羅（まら）”と隠語で呼ぶようになったという。現在では一般社会でも同様に隠語として使用される。

## 五魔
五魔（pañca mārā; パンチャ・マーラ）は以下の通り。
- 五蘊魔（khandha māra; カンダ・マーラ）
- 業魔（abhisaṅkhāra māra; アビサンカーラ・マーラ）
- 死魔（maccu māra; マッチュ・マーラ）
- 天魔（devaputta māra; デーワプッタ・マーラ） - 六欲天
- 煩悩魔（kilesa māra; キレーサ・マーラ）

## 仏典の記載
マーラは原始聖典の阿含経相応部悪魔相応（Māra samyutta）に書かれている。

### 三人の娘
パーリ仏典相応部悪魔相応魔娘経(4-25)では、マーラは渇愛（Taṇhā）、不喜（Arati）、貪（Rāga）の三人娘に姿を変えて釈迦の前に現れたと記載されている。娘たちは様々な方法で釈迦を誘惑するが、徒労となっている。

## ギャラリー

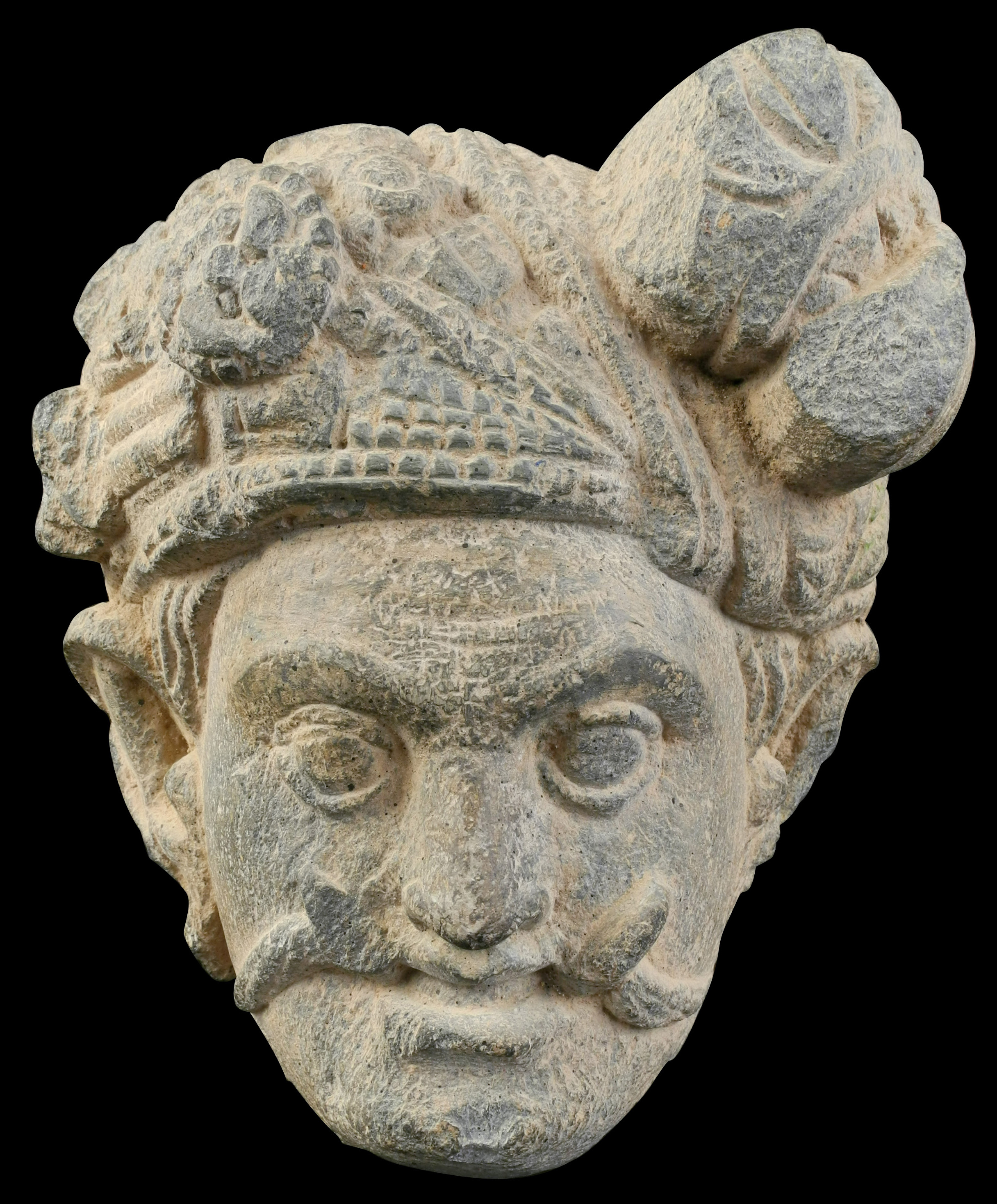
スワート渓谷（英語版）で発見された、マーラのレリーフ（断片）。ガンダーラ様式。
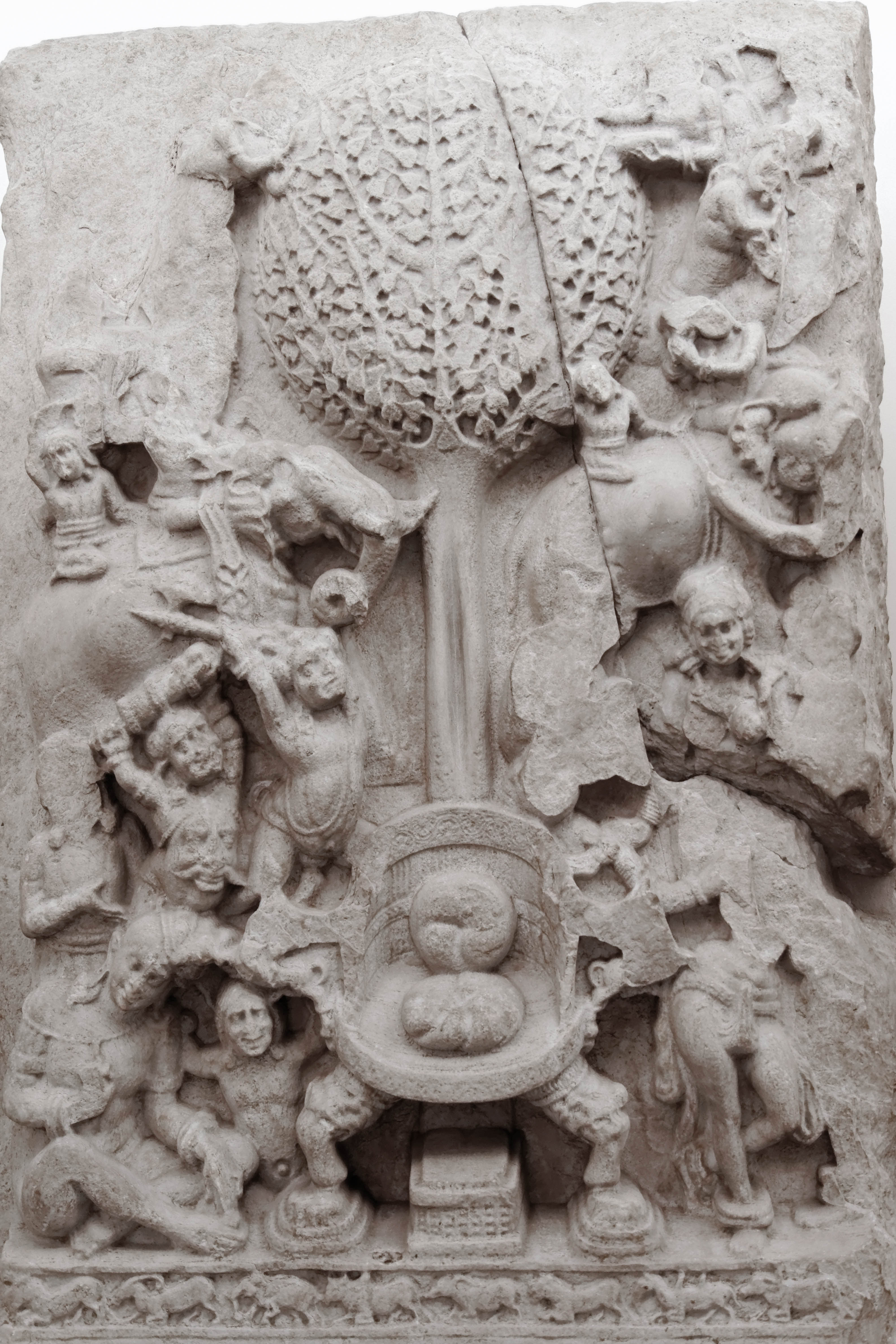
仏陀（菩提樹､ 樹下の仏座で象徴）を誘惑するマーラ。
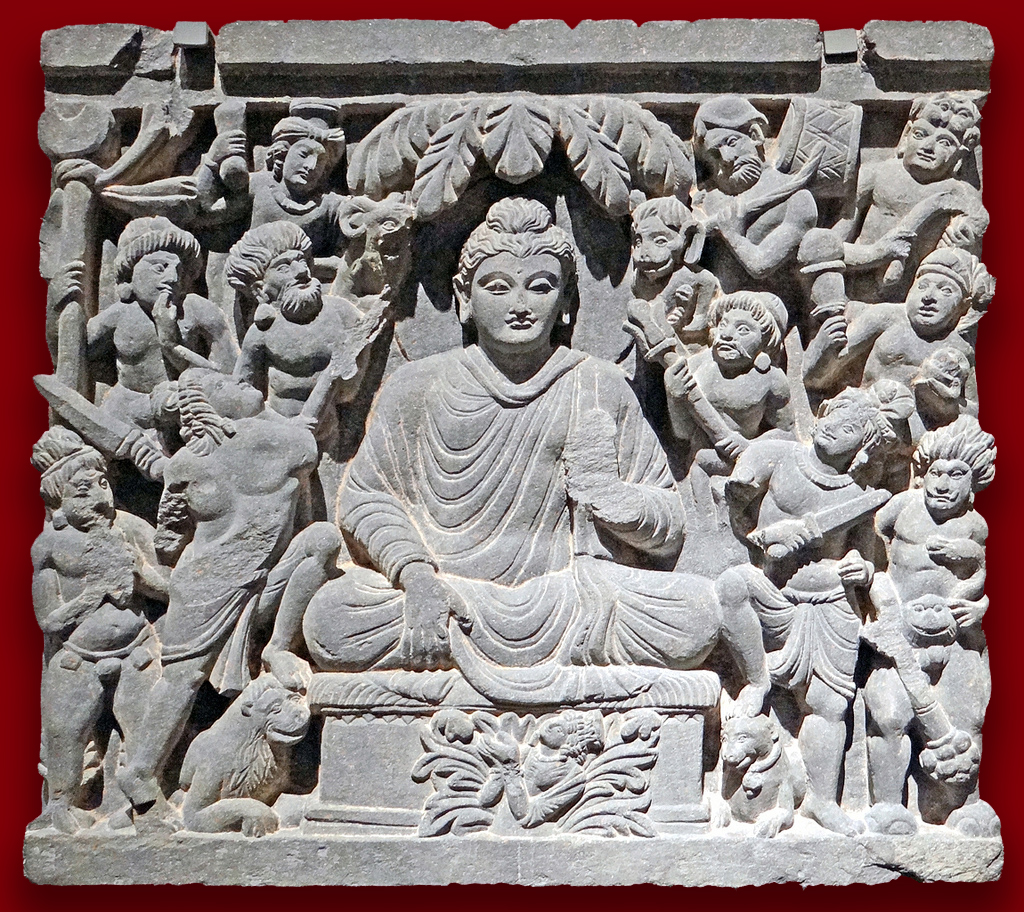
マーラの攻撃（ダーレムアジア美術館、ガンダーラ発掘）
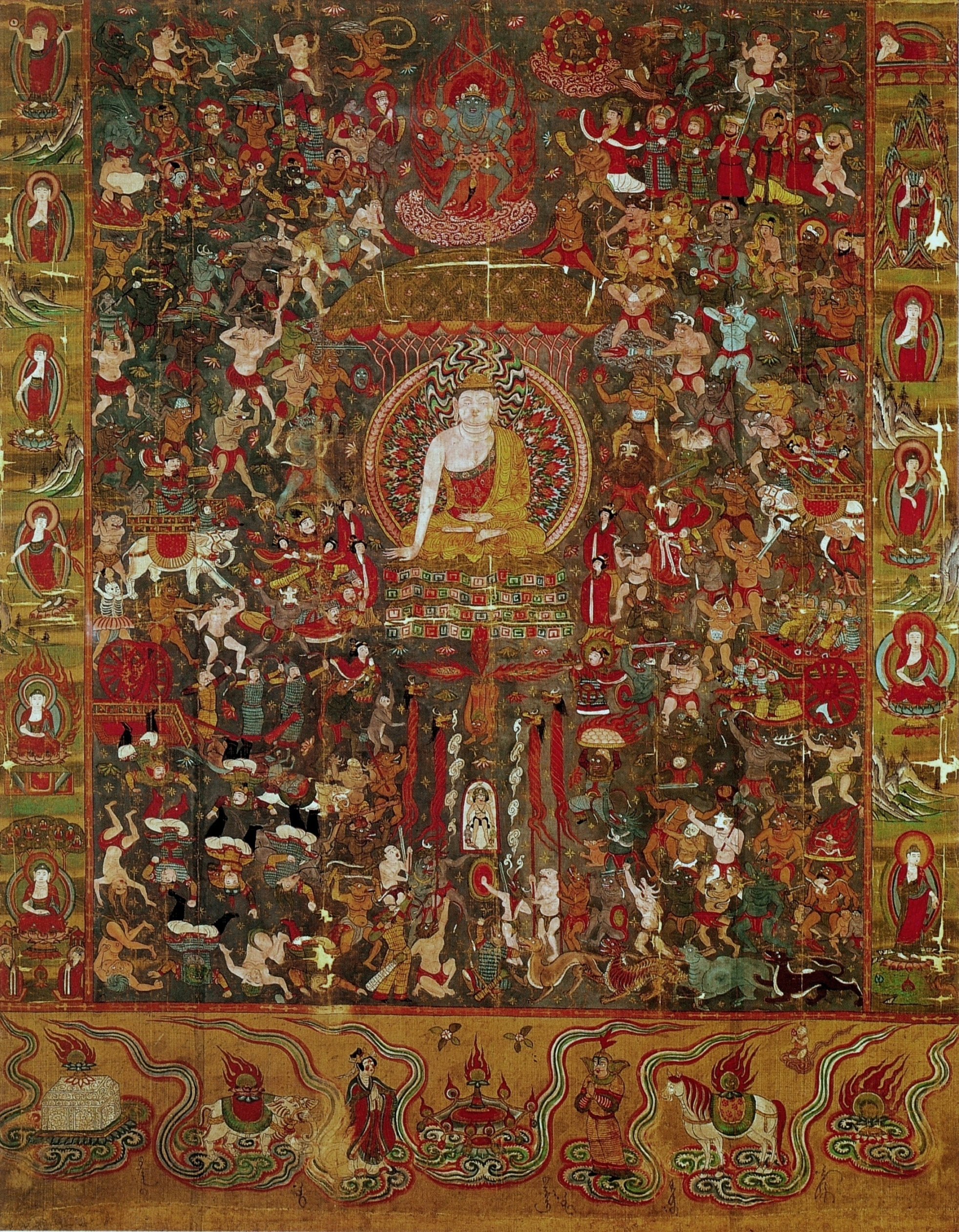
『降魔図』。五代十国時代（10世紀）。甘粛省敦煌出土。
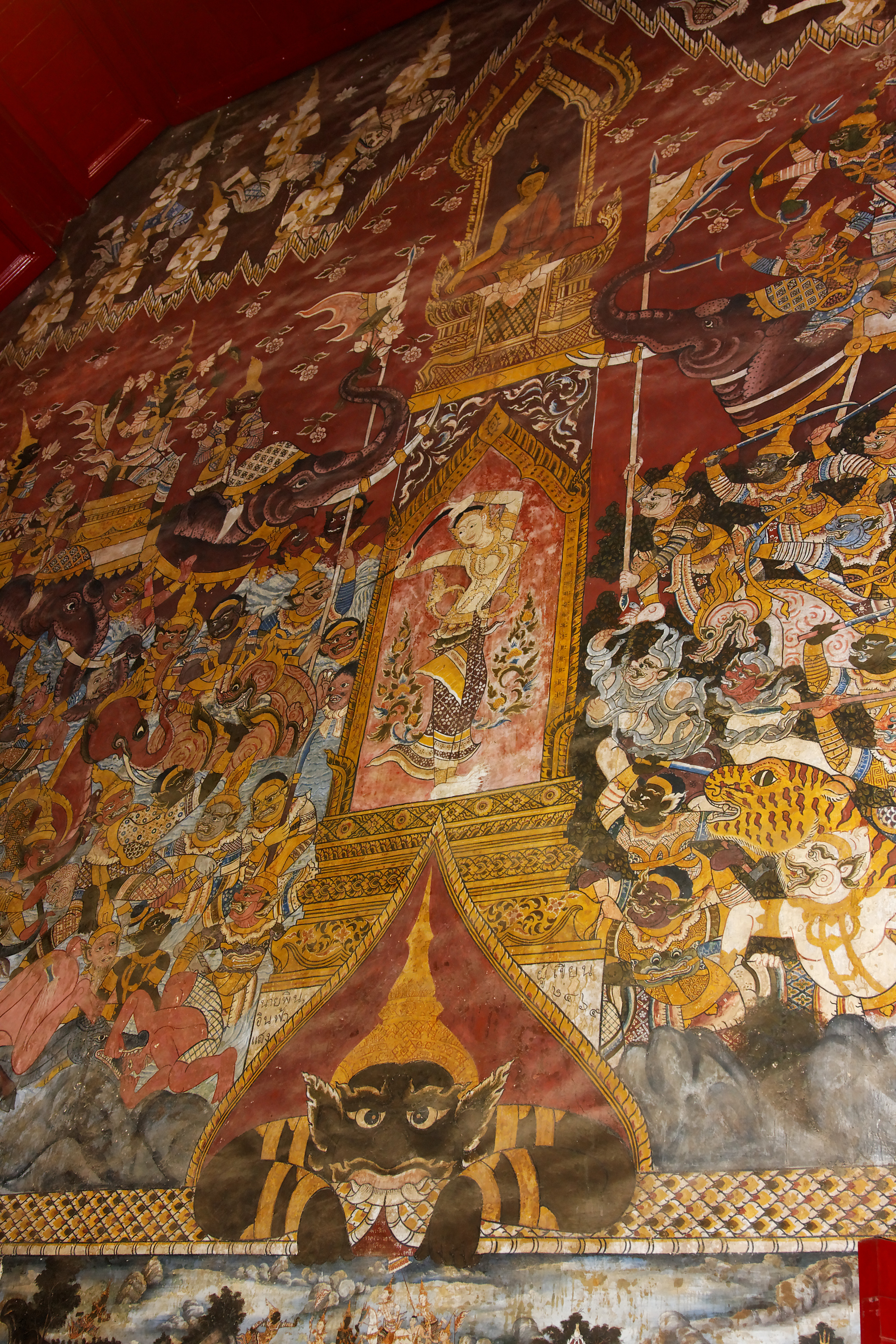
タイ、 Wat Mahathat Worawihan
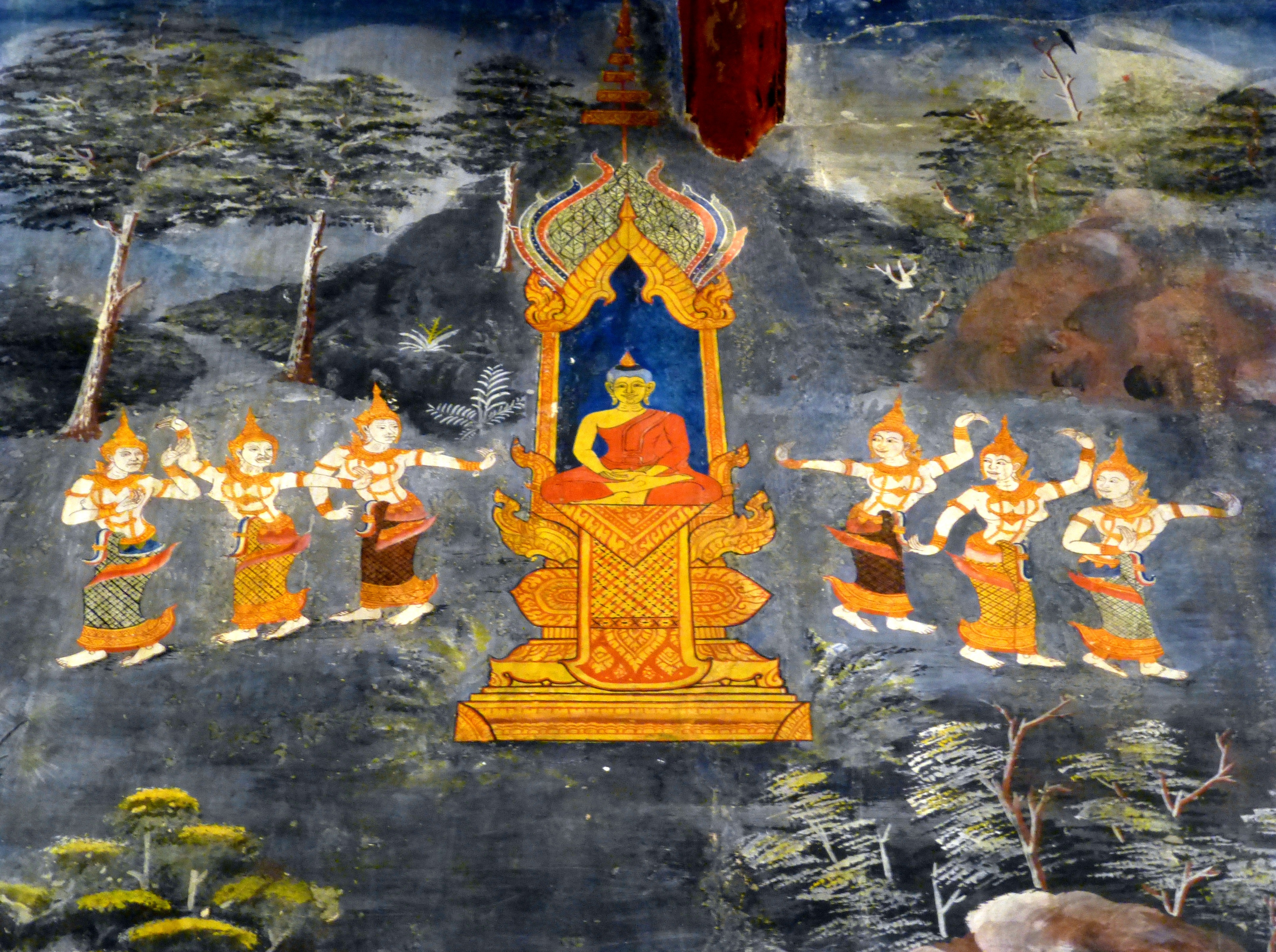
三人の娘（ワット・ガサットラティラート; アユタヤ）
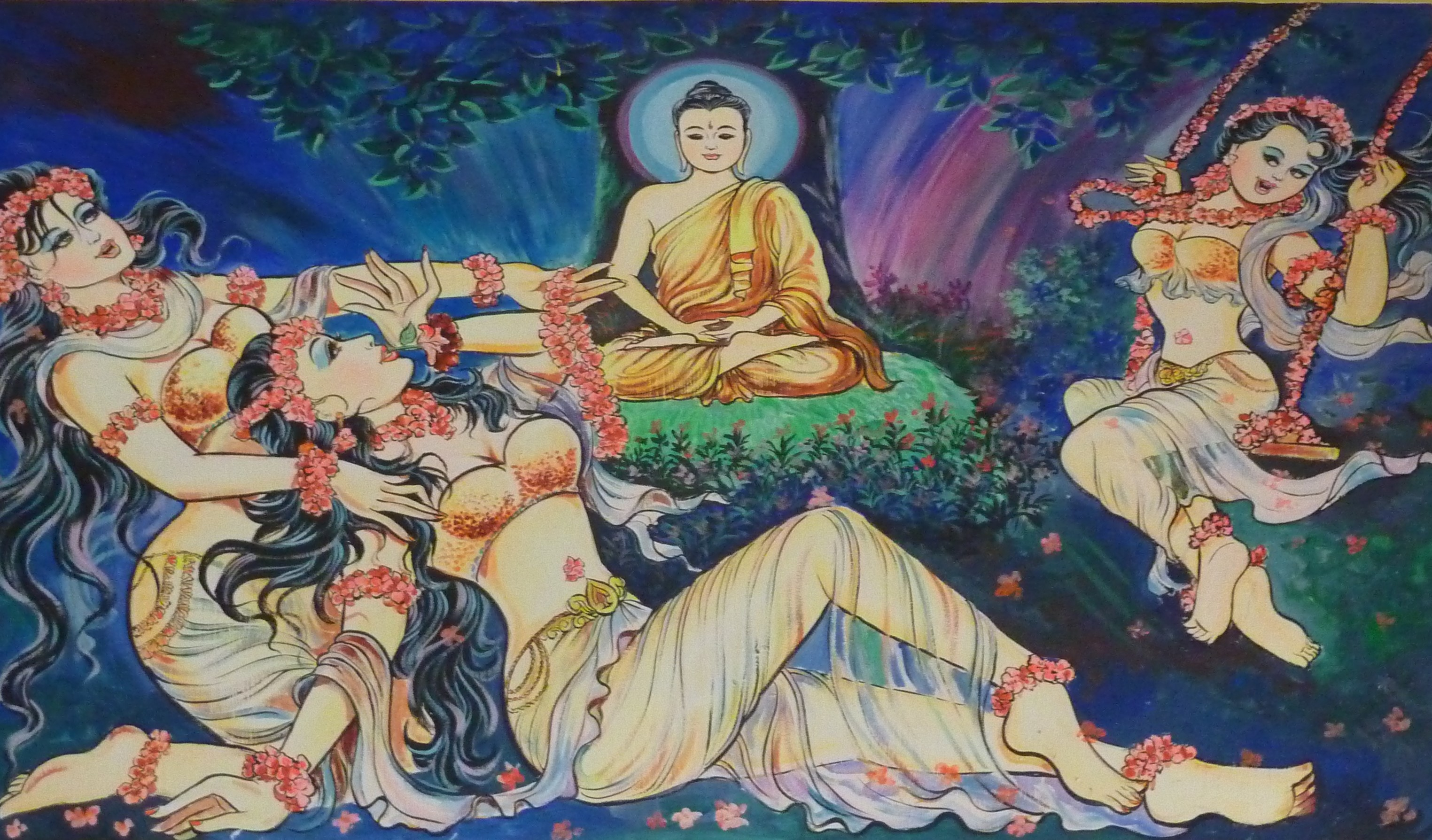
三人の娘（Wat Olak Madu）

## キリスト教との比較
釈迦の降魔成道の逸話は、キリスト教でのイエスが荒れ野に送り出され悪魔（サタン）の試みを受けたとする荒野の誘惑と比較されることがある。